# Roning under sommer-OL 2016 – Dobbeltsculler (damer)
Damernes roning i dobbeltsculler under Sommer-OL 2016 fandt sted den 6. august - 11. august 2016 på Lagoa Rodrigo de Freitas ved Copacabana.

## Format
Der var i alt kvalificeret 13 mandskaber til konkurrencen, der blev indledt med tre indledende heats med fire eller fem mandskaber i hvert heat. De tre bedste mandskaber fra hvert heat gik til semifinalerne mens de resterende gik til ét opsamlingsheat. I opsamlingsheatet gik de tre bedste mandskaber videre til semifinalerne. I de to semifinaler gik de tre bedste mandskaber til finalen mens de resterende seks mandskaber gik til B finalen. 

## Tidsplan
Nedenstående tabel viser tidsplanen for afvikling af konkurrencen:
| Dato       | Tid   | Runde          |
| ---------- | ----- | -------------- |
| 6. august  | 11:00 | Heats          |
| 7. august  | 09:40 | Opsamlingsheat |
| 9. august  | 10:10 | Semifinaler    |
| 11. august | 08:40 | B Finale       |
| 11. august | 10:20 | Finale         |

## Resultater[1]

### Heat 1
| Placering | Land           | Roer                                       | Tid     | Note |
| --------- | -------------- | ------------------------------------------ | ------- | ---- |
| 1         | Litauen        | Milda Valciukaite Donata Vistartaite       | 7:04,82 | Q    |
| 2         | Storbritannien | Victoria Thornley Donata Vistartaite       | 7:05,32 | Q    |
| 3         | Frankrig       | Helene Lefebvre Elodie Ravera-Scaramozzino | 7:05,65 | Q    |
| 4         | Tyskland       | Marie-Catherine Arnold Mareike Adams       | 7:13,49 | R    |
| 5         | Danmark        | Nina Hollensen Lisbet Falch Jakobsen       | 7:18,92 | R    |

### Heat 2
| Placering | Land         | Roer                                        | Tid     | Note |
| --------- | ------------ | ------------------------------------------- | ------- | ---- |
| 1         | Polen        | Magdalena Fularczyk-Kozlowska Natalia Madaj | 7:16,16 | Q    |
| 2         | Kina         | Yang Lyu Weiwei Zhu                         | 7:25,19 | Q    |
| 3         | Hviderusland | Yuliya Bichyk Tatsiana Kukhta               | 7:27,22 | Q    |
| 4         | USA          | Meghan O'Leary Ellen Tomek                  | 7:46,92 | R    |

### Heat 3
| Placering | Land        | Roer                                   | Tid     | Note |
| --------- | ----------- | -------------------------------------- | ------- | ---- |
| 1         | New Zealand | Eve Macfarlane Zoe Stevenson           | 7:14,31 | Q    |
| 2         | Australien  | Sally Kehoe Genevieve Horton           | 7:17,34 | Q    |
| 3         | Grækenland  | Aikaterini Nikolaidou Sofia Asoumanaki | 7:20,64 | Q    |
| 4         | Tjekkiet    | Kristyna Fleissnerova Lenka Antosova   | 7:35,85 | R    |

### Opsamling heat
| Placering | Land     | Roer                                 | Tid     | Note |
| --------- | -------- | ------------------------------------ | ------- | ---- |
| 1         | Tyskland | Marie-Catherine Arnold Mareike Adams | 7:00,54 | Q    |
| 2         | USA      | Meghan O'Leary Ellen Tomek           | 7:00,60 | Q    |
| 3         | Tjekkiet | Kristyna Fleissnerova Lenka Antosova | 7:03,68 | Q    |
| 4         | Danmark  | Nina Hollensen Lisbet Falch Jakobsen | 7:04,35 | E    |

### Semifinale 1
| Placering | Land        | Roer                                   | Tid     | Note     |
| --------- | ----------- | -------------------------------------- | ------- | -------- |
| 1         | Grækenland  | Aikaterini Nikolaidou Sofia Asoumanaki | 6:51,99 | Q        |
| 2         | Litauen     | Milda Valciukaite Donata Vistartaite   | 6:52,46 | Q        |
| 3         | USA         | Meghan O'Leary Ellen Tomek             | 6:52,92 | Q        |
| 4         | New Zealand | Eve Macfarlane Zoe Stevenson           | 6:52,97 | B finale |
| 5         | Tyskland    | Marie-Catherine Arnold Mareike Adams   | 6:58,70 | B finale |
| 6         | Kina        | Yang Lyu Weiwei Zhu                    | 7:05,31 | B finale |

### Semifinale 2
| Placering | Land           | Roer                                        | Tid     | Note     |
| --------- | -------------- | ------------------------------------------- | ------- | -------- |
| 1         | Polen          | Magdalena Fularczyk-Kozlowska Natalia Madaj | 6:50,63 | Q        |
| 2         | Storbritannien | Victoria Thornley Donata Vistartaite        | 6:52,47 | Q        |
| 3         | Frankrig       | Helene Lefebvre Elodie Ravera-Scaramozzino  | 6:54,34 | Q        |
| 4         | Australien     | Sally Kehoe Genevieve Horton                | 6:55,37 | B finale |
| 5         | Hviderusland   | Yuliya Bichyk Tatsiana Kukhta               | 6:57,64 | B finale |
| 6         | Tjekkiet       | Kristyna Fleissnerova Lenka Antosova        | 7:03,79 | B finale |

### Finale
| Placering | Land           | Roer                                        | Tid     | Note |
| --------- | -------------- | ------------------------------------------- | ------- | ---- |
| Guld      | Polen          | Magdalena Fularczyk-Kozlowska Natalia Madaj | 7:40,10 |      |
| Sølv      | Storbritannien | Victoria Thornley Donata Vistartaite        | 7:41,05 |      |
| Bronze    | Litauen        | Milda Valciukaite Donata Vistartaite        | 7:43,76 |      |
| 4         | Grækenland     | Aikaterini Nikolaidou Sofia Asoumanaki      | 7:48,62 |      |
| 5         | Frankrig       | Helene Lefebvre Elodie Ravera-Scaramozzino  | 7:52,03 |      |
| 6         | USA            | Meghan O'Leary Ellen Tomek                  | 8:06,18 |      |